# Mano Perdida
Mano Perdida är en ort i Mexiko.   Den ligger i kommunen Tlacotalpan och delstaten Veracruz, i den sydöstra delen av landet, 400 km öster om huvudstaden Mexico City. Mano Perdida ligger 6 meter över havet och antalet invånare är 164.
Terrängen runt Mano Perdida är mycket platt. Runt Mano Perdida är det ganska glesbefolkat, med 47 invånare per kvadratkilometer. Närmaste större samhälle är Tlacotalpan, 11,0 km nordost om Mano Perdida. I omgivningarna runt Mano Perdida växer huvudsakligen savannskog.